# Eriosyce eriosyzoides
Eriosyce eriosyzoides är en art inom trattkaktussläktet och familjen kaktusväxter, som har sin naturliga utbredning i Chile.

## Beskrivning
E. eriosyzoides är en klotformad till cylindrisk kaktus som blir 7 till 14 centimeter i diameter, mörkgrön till blågrön i färgen och har en kraftig pålrot. Den är uppdelad i 13 till 17 åsar som är 7,5 till 12,5 millimeter höga, och är uppdelade i vårtor. Taggarna är uppåtböjda och blekgula eller gråsvarta till färgen. De består av 1 till 7 centraltaggar som blir 2 till 5 centimeter långa och har en mörkare spets. Runt dessa sitter 10 till 15 radiärtaggar som blir 1,5 till 4 centimeter långa. Blommorna är vitaktiga, blekbruna eller gulröda och blir upp till 3,25 centimeter i diameter. Frukten är grön till rödgrön när den är mogen. 

## Underarter
E. eriosyzoides ssp. eriosyzoides
Grundarten blir 9 till 14 centimeter i diameter och blågrön i färgen. Den är uppdelad i 13 till 17 åsar som är 10 till 12,5 millimeter höga och uppdelade i vårtor. Taggarna är blekgula, uppåtböjda och består av 4 till 7 centraltaggar och 10 till 15 radiärtaggar. Blommorna blir 3,25 centimeter i diameter och är brunaktiga till färgen.
E. eriosyzoides ssp. atroviridis (F.Ritter) Ferryman 2003
Underarten blir 7 till 10 centimeter i diameter och mörkgrön till färgen. Den är uppdelad i 13 till 16 åsar, 7,7 till 10 millimeter höga och har en antydan om att vara uppdelade i åsar. Taggarna är gråsvarta och krökta. De består av 1 till 5 centraltaggar och 10 radiärtaggar. Blommorna är vitaktiga eller gulröda.

## Synonymer
E. eriosyzoides ssp. eriosyzoides
Horridocactus eriosyzoides F.Ritter 1959
Pyrrhocactus eriosyzoides (F.Ritter) F.Ritter 1959
Neochilenia eriosyzoides (F.Ritter) Backeb. 1962
Neoporteria eriosyzoides (F.Ritter) Donald & G.D.Rowley 1966
Eriosyce eriosyzoides ssp. atroviridis
Pyrrhocactus atroviridis F.Ritter 1960
Horridocactus atroviridis (F.Ritter) Backeb. 1962
Neoporteria atroviridis (F.Ritter) Ferryman 1991
Neoporteria tuberisulcata var. atroviridis (F. Ritter) Donald & G.D.Rowley 1966
Eriosyce crispa ssp. atroviridis (F.Ritter) Katt. 1994